# Estanh (Alts Pirineus)
Estanh (en occità Estanh, en francès Estaing) és un municipi francès situat al departament dels Alts Pirineus i a la regió d'Occitània.

## Demografia
| 1962                                       | 1968 | 1975 | 1982 | 1990 | 1999 | 2007 |
| ------------------------------------------ | ---- | ---- | ---- | ---- | ---- | ---- |
| 91                                         | 122  | 101  | 91   | 86   | 67   | 79   |
| Des de 1962: població sense dobles comptes |      |      |      |      |      |      |

## Administració

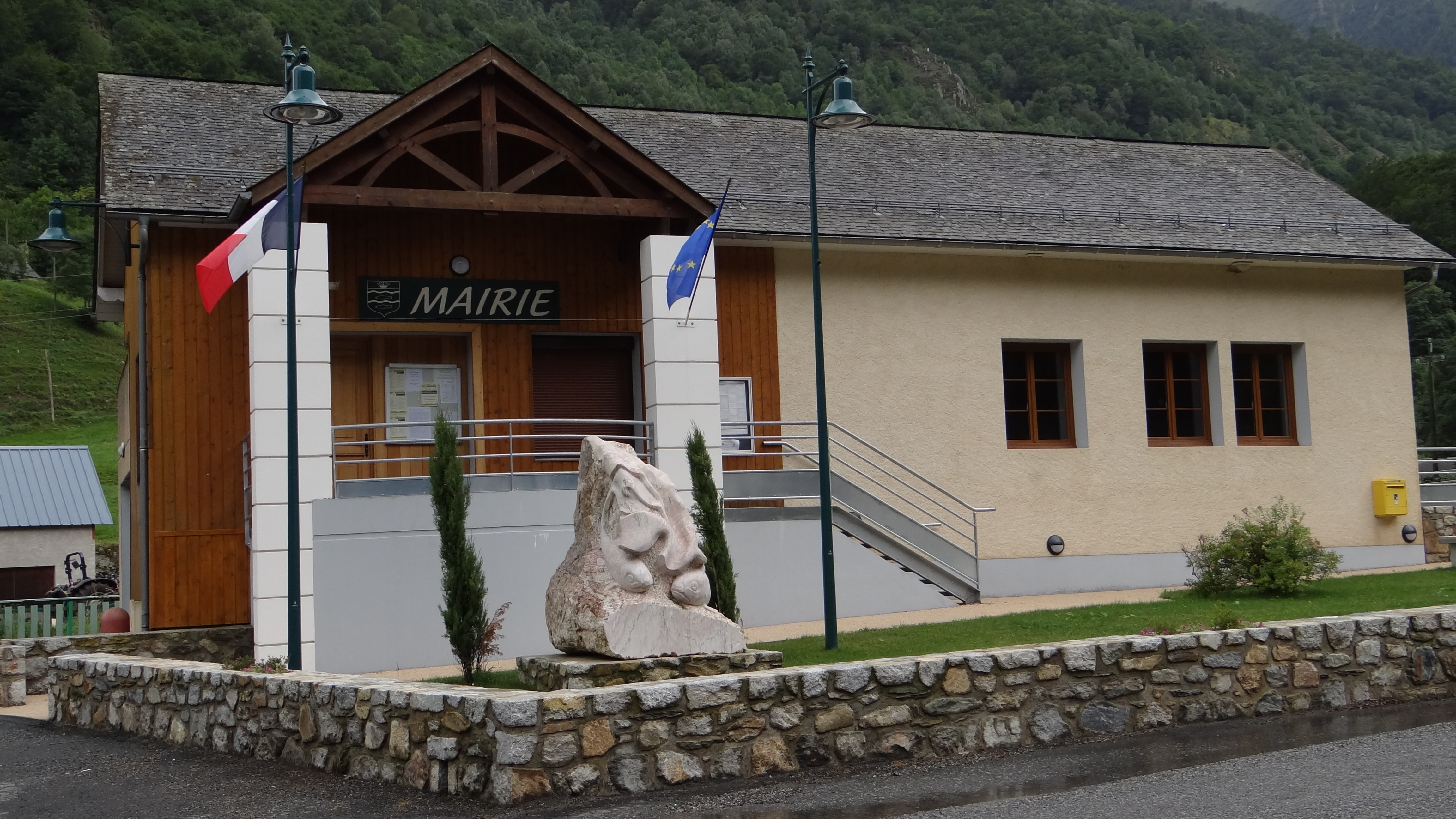
Estaing - la Mairie

| Període | Identitat             | Partit |
| ------- | --------------------- | ------ |
| 2008-   | Marie-Frédérique Boré |        |